# Sorcery (jogo eletrônico)
Sorcery é um jogo eletrônico de ação-aventura, co-produzido por The Workshop e a SCE Santa Monica Studio e publicado pela Sony Computer Entertainment. O jogo é um dos primeiros da segunda geração dos títulos PlayStation Move. Foi anunciado pela primeira vez na Electronic Entertainment Expo de 2010 e foi lançado em maio de 2012 em exclusivo para a PlayStation 3.

## Enredo
Em Sorcery os jogadores controlam um jovem aprendiz de feiticeiro, Finn, e terão de dominar as artes arcanas para protegerem a sua terra natal. A Rainha do Pesadelo quebrou o antigo pacto com a humanidade e ameaça enviar os seus agentes cobrindo a terra com a noite eterna. Finn, juntamente com o seu gato mágico Erline, terão de viajar pelo Reino das Fadas para o salvarem da escuridão que o ensombrou. O mundo é baseado na mitologia irlandesa.

## Jogabilidade
O jogo contém 20 feitiços e combinações de movimentos que se podem melhorar, centenas de poções e muitos itens para coleccionar. Os jogadores terão de derrotar numerosos inimigos, salvar crianças raptadas, resolver puzzles e criar novos feitiços à medida que progridem no jogo. Terá de se fazer uso do controlador PlayStation Move para invocar feitiços e assim atacar inimigos e também para beber elixires.
Os jogadores terão de assumir várias missões à medida que viajam pelo Reino das Fadas; resgatar as crianças sequestradas, recuperar o conhecimento antigo da Cidade dos Afogados e ajudar os habitantes locais.

## Recepção
Sorcery teve muitas opiniões divergentes aquando do seu lançamento. Detém uma média de 69/100 no site Metacritic e de 68.64% no GameRankings. Sorcery foi referido como um dos melhores jogos para o PlayStation Move mas criticado por ter uma campanha muito curta e com pouco valor de repetição.

### Criticas profissionais
Steven McGehee do site Digital Chumps dá a pontuação 88/100 referindo que Sorcery "é o melhor jogo para o Move, e uma das melhores experiências de controlo por movimentos que experimentei em qualquer plataforma."
Jorge Loureiro para a Eurogamer Portugal atribuiu uma pontuação de 8/10 e refere que Sorcery é "o melhor título para o PlayStation Move" mas que tem uma campanha curta e contém poucos argumentos para repetir o jogo.
A Revista Oficial PlayStation (R.U.) (8/10) diz que "Os aventureiros, novos e velhos, irão apreciar as batalhas frenéticas em aldeias medievais ou cavernas profundas contra um conjunto de monstros saídos de contos de fadas. No que toca a magia, parece que o Move finalmente encontrou a razão de ser feliz para todo o sempre."
O site GameInformer atribuiu a pontuação 6.75/10 diz que Sorcery é uma "experiência que vale a pena, apesar do comando Move" porque "faz com que você esteja a fingir que está martelar um muro durante cinco ou seis horas."
A IGN deu a Sorcery a pontuação de 7.5/10 dizendo que é "uma dos melhores jogos da PlayStation Move, mas os jogadores irão questionar-se porque é que demorou tanto tempo a ser produzido. Uma aventura curta, sem valor de repetição e sem nenhuma funcionalidade online, Sorcery é uma "carta fora". Uma divertida "carta fora", claro, mas uma "carta-fora" que provavelmente não irá tirar os controladores PlayStation Move fora das gavetas."
O site PlayStation Lifestyle (5.5/10) diz que "Sorcery é como fazer um doce, mas apenas com uma colher de chá de açúcar, um ovo, um pouco de fermento, e uma colher de farinha; estão lá todos os ingredientes, mas não são suficientes para os possuidores do PlayStation Move terem aquele jogo mágico que tanto procuram."